# Mjölby
För andra betydelser, se Mjölby (olika betydelser).

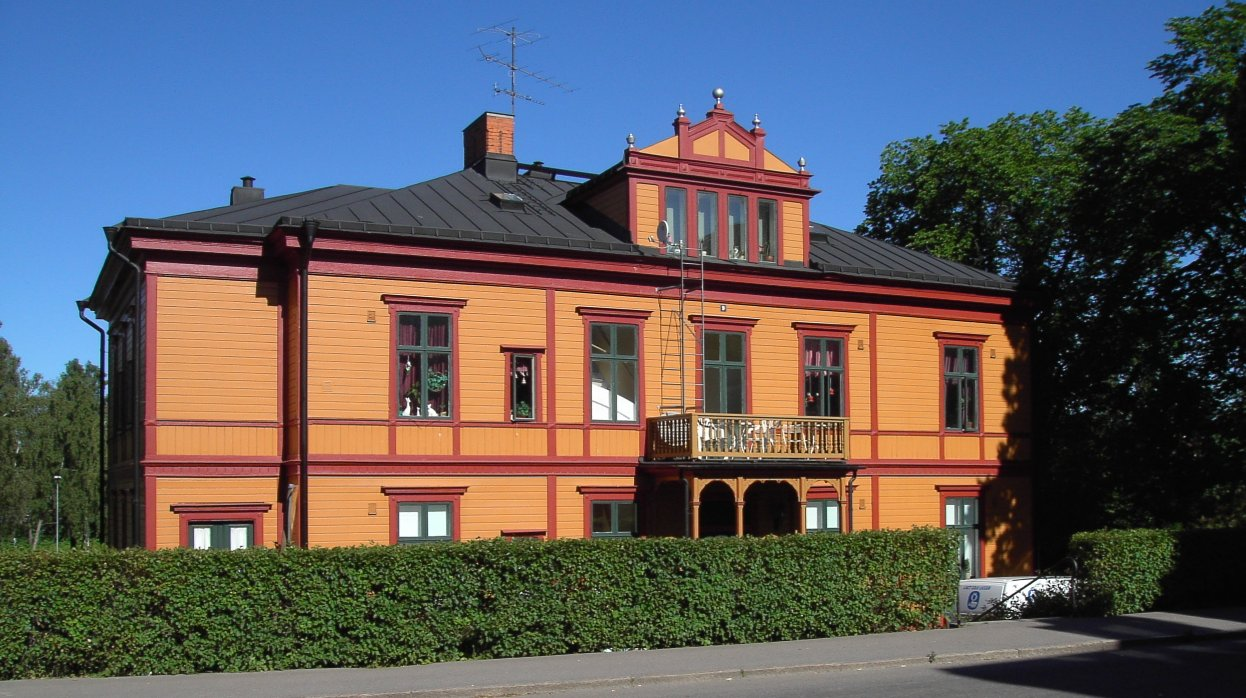
Villa Vik vid Svartåns östra strand.

Mjölby (uttal (fil)) är en tätort i Östergötland samt centralort i Mjölby kommun, Östergötlands län. Staden är belägen vid Svartån och har omkring 14 000 invånare.

## Historik
En äldre version av ortnamnet är Mölloby, från ordet mylna eller mölna, som betyder "kvarn". Med tanke på forsarna i Svartån och den bördiga jorden på den omgivande slätten är Mjölby en naturlig plats för kvarnar. Det har historiskt sett legat många kvarnar vid dessa forsar. På 1920-talet ersattes dessa vattendrivna kvarnar med en stor eldriven kvarn. Denna lades dock ned 2010 och avslutade därmed kvarnepoken i Mjölby. Vattenkraften i Svartån utnyttjas än idag av fyra elkraftverk belägna inom kommunen. 
Staden visade en stark befolkningsökning när järnvägsstationen byggdes och staden industrialiserades.

### Administrativa tillhörigheter
Mjölby var och är kyrkby i Mjölby socken och ingick efter kommunreformen 1862 i Mjölby landskommun. I landskommunen inrättades 29 september 1889 Mjölby municipalsamhälle för orten. Socknen och landskommunen med municipalsamhället ombildades 1920 till Mjölby stad. Stadskommunen utökades 1952 och uppgick 1971 i Mjölby kommun med Mjölby som centralort.
I kyrkligt hänseende har Mjölby alltid hört till Mjölby församling.
Orten ingick till 1924 i Vifolka tingslag därefter till 1971 i Mjölby tingslag, från 1939 benämnd Folkungabygdens tingslag. Från 1971 till 2002 ingick Mjölby i Mjölby domsaga och orten ingår sedan 2002 i Linköpings domsaga.

### Befolkningsutveckling
| Befolkningsutvecklingen i Mjölby 1900–2020                                              | Befolkningsutvecklingen i Mjölby 1900–2020 | Befolkningsutvecklingen i Mjölby 1900–2020 | Befolkningsutvecklingen i Mjölby 1900–2020 | Befolkningsutvecklingen i Mjölby 1900–2020 |
| --------------------------------------------------------------------------------------- | ------------------------------------------ | ------------------------------------------ | ------------------------------------------ | ------------------------------------------ |
|                                                                                         |                                            |                                            |                                            |                                            |
| År                                                                                      |                                            |                                            | Folkmängd                                  | Areal (ha)                                 |
| 1900                                                                                    | 1900                                       |                                            | 2 314                                      | †                                          |
| 1960                                                                                    | 1960                                       |                                            | 9 159                                      |                                            |
| 1965                                                                                    | 1965                                       |                                            | 11 505                                     |                                            |
| 1970                                                                                    | 1970                                       |                                            | 12 245                                     |                                            |
| 1975                                                                                    | 1975                                       |                                            | 12 488                                     |                                            |
| 1980                                                                                    | 1980                                       |                                            | 12 473                                     |                                            |
| 1990                                                                                    | 1990                                       |                                            | 12 443                                     | 817                                        |
| 1995                                                                                    | 1995                                       |                                            | 12 184                                     | 823                                        |
| 2000                                                                                    | 2000                                       |                                            | 11 828                                     | 823                                        |
| 2005                                                                                    | 2005                                       |                                            | 11 927                                     | 832                                        |
| 2010                                                                                    | 2010                                       |                                            | 12 245                                     | 845                                        |
| 2015                                                                                    | 2015                                       |                                            | 12 858                                     | 869                                        |
| 2020                                                                                    | 2020                                       |                                            | 13 959                                     | 925                                        |
| Anm.: införlivade 2015 småorten Skogelund † Befolkning runt ett municipalsamhälle 1900. |                                            |                                            |                                            |                                            |

## Kommunikationer
Motorvägen E4 passerar norr om Mjölby.
Mjölby är och har länge varit en järnvägsknut. Stationen sammanbinder Södra stambanan med Godsstråket genom Bergslagen mot Motala, Hallsberg och Örebro. Östgötatrafikens pendeltåg passerar Mjölby på sina sträckor Norrköping-Motala, Mjölby-Motala och Mjölby-Tranås. Även Tåg i Bergslagen har en linje mot Gävle via bland annat Örebro och Dalarna.

## Näringsliv
Bland tätorten Mjölbys största arbetsgivare idag återfinns företaget Toyota Material Handling (tidigare BT Products AB), som på orten tillverkar olika typer av eldrivna truckar.

### Bankväsende
Vifolka härads sparbank grundades 1866 och ersatte då två kortlivade sparbanker. Den verkade som en fristående sparbank tills den år 1970 uppgick i Sparbanken Östergötland, som sedermera blev en del av Swedbank.
Östergötlands enskilda bank öppnade ett kontor i Mjölby på 1860-talet. På 1900-talet tillkom kontor för Sydsvenska kreditaktiebolaget och Norrköpings enskilda bank.
År 2020 lade Danske Bank ner sitt kontor. Därefter hade Swedbank och Handelsbanken kontor i Mjölby.

## Utbildning
Gymnasieutbildningar finns vid
- Dackeskolan
- Kungshögaskolan

Det finns även lokförarutbildning och en guldsmedsskola i Mjölby.

## Kultur
Det finns fyra folkbibliotek i Mjölby kommun. Huvudbiblioteket i Mjölby, med biblioteksfilialer i Skänninge, Mantorp och Väderstad. På huvudbiblioteket finns Galleri Hörnet där olika utställningar visas varje månad.
Mjölbys musikhistoria sträcker sig långt bakåt i tiden ända till 1890-talet. Musiklivet är känt över kommunens gränser och till och med över Sveriges gränser. Mest känd är förmodligen den verksamhet som bedrivs inom Kulturskolan och Mjölbys musikkårer. 
Mjölby kommun har sedan mitten av 1980-talet inom ramen för sin kulturverksamhet och i samverkan med studieförbundet ABF och lokala musiker haft en omfattande rockbandsverksamhet i Parkskolan som är en före detta skolbyggnad. Parkskolan har varit replokaler för hundratals lokala musiker i alla åldrar med bland annat prova-på-verksamhet och även inrymt lokaler för dans- och teatergrupper för barn och unga.
År 2021 sålde Mjölby kommun Parkskolan så att den skulle kunna användas för kommersiell verksamhet.

## Sport
Mjölby har två arenor av nationellt intresse:
Mantorptravet som bland annat har ATG-lopp praktiskt taget varje vecka. Ina Scots hemmabana.
Mantorp Park är en bana för bil- och mc-sport. STCC-finalen är årets höjdpunkt.
Mjölby var 2007 värd för O-Ringen, Sveriges största orienteringstävling. Då kom omkring 20 000 orienterare för att besöka staden.
Fotbollsklubben Mjölby AI/FF spelade 1991 i division 1, motsvarande dagens Superettan men åkte sedan ner efter endast en säsong. Laget har sedan lång tid tillbaka Vifolkavallen som hemmaarena. Övriga fotbollslag är Mjölby Södra IFoch Mjölby Turabdin. Mjölby AI är numera kanske mest känd för sin framgångsrika curlingförening. 
Mjölby Hockey, MHC, har ett A-lag i Hockeyettan, ett J20-lag i division 1 samt ett J18-lag i division 1. Föreningen har cirka 300 registrerade spelare och lag i alla åldersgrupper. MHC spelar sina hemmamatcher i ProTrain Arena.
Mjölby Innebandyklubb har verksamhet på både ungdoms- och seniornivå. Klubben spelar sina hemmamatcher i Lagmanshallen i Mjölby.
I kommunen finns även breddidrottsföreningar i Mantorp, Västra Harg och Skänninge ( Skeninge IK)

## Sevärdheter
- Kungshöga gravfält
- Mjölby hembygdsgård och kvarnby

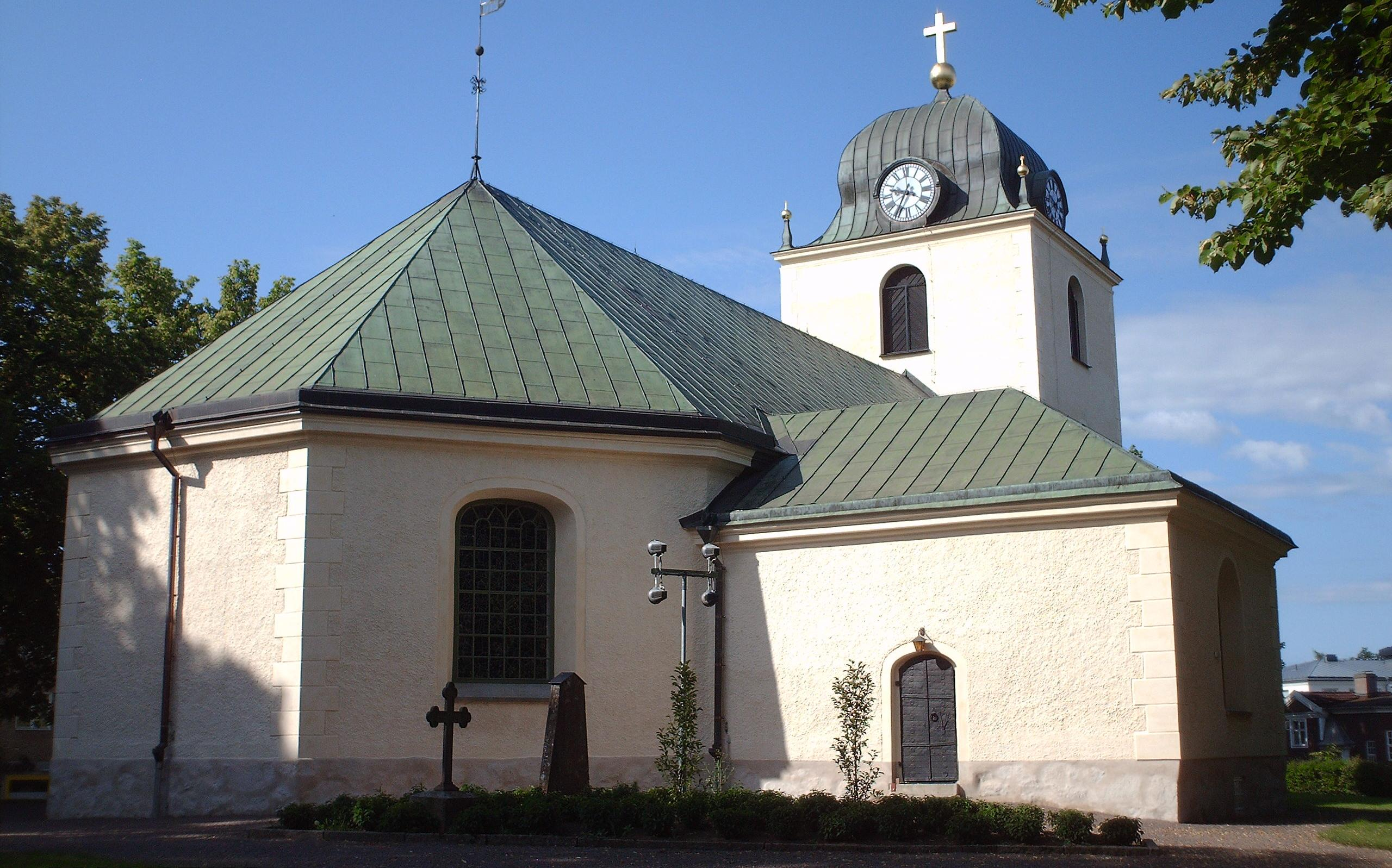
Mjölby kyrka.

- Mjölby kyrka, vars äldsta delar är från 1100-talet, men fick sitt nuvarande utseende 1775.
- Skånska Lasses hus
- Högbystenen
- Svaneholms borgruin

## Personer från Mjölby
- Idol-artisten Johan Palm kommer från Mjölby
- KappAhls grundare Per-Olof Ahl föddes i Mjölby.
- Skånska Lasse, bondkomiker
- Trumpetaren Arne Lamberth föddes i Mjölby.
- Historikern och författaren Annika Sandén är född och uppvuxen i Mjölby